# Eidgenössische Schätzungskommission
Eidgenössische Schätzungskommission (abgekürzt ESchK) ist ein erstinstanzliches eidgenössisches Fachgericht in Enteignungssachen gemäss Bundesgesetz vom 20. Juni 1930 über die Enteignung (EntG). Der Bundesrat hat durch Verordnung das Gebiet der Schweiz in 13 Schätzungskreise eingeteilt. Für jeden Kreis wurde eine Schätzungskommission bestellt, die jeweils aus einer Präsidentin oder einem Präsidenten und zwei Stellvertreterinnen oder Stellvertretern besteht.

## Funktion und Gliederung
Enteignungen und Eigentumsbeschränkungen, die einer Enteignung gleichkommen, müssen nach Art. 26 der Bundesverfassung der Schweizerischen Eidgenossenschaft (BV) voll entschädigt werden. Die Eidgenössischen Schätzungskommissionen entscheiden namentlich über die Höhe der enteignungsbasierten Entschädigung oder über neue Eigentumsverhältnisse. Der Entscheid einer Eidgenössischen Schätzungskommission kann an das Bundesverwaltungsgericht weitergezogen werden.
Die Schätzungskreise sind wie folgt gegliedert:
1. Kreis: Kanton Genf und die folgenden Bezirke des Kantons Waadt: Nyon, Morges, Lausanne, Ouest lausannois;
2. Kreis: die folgenden Bezirke des Kantons Waadt: Jura-Nord vaudois, Gros-de-Vaud, Broye-Vully, Lavaux-Oron, Riviera-Pays-d’Enhaut sowie die französischsprachigen Gemeinden des Kantons Freiburg;
3. Kreis: der Bezirk Aigle des Kantons Waadt sowie die französischsprachigen Gemeinden des Wallis;
4. Kreis: die deutschsprachigen Gemeinden des Kantons Wallis;
5. Kreis: Kanton Neuenburg, die französischsprachigen Gemeinden des Kantons Bern sowie der Kanton Jura (ohne Ederswiler);
6. Kreis: die deutschsprachigen Gemeinden der Kantone Bern und Freiburg;
7. Kreis: Kantone Basel-Stadt, Basel-Landschaft, Solothurn (ohne Olten-Gösgen) und die folgende Gemeinde des Kantons Jura: Ederswiler;
8. Kreis: Kanton Aargau und Olten-Gösgen im Kanton Solothurn;
9. Kreis: Kantone Luzern, Obwalden, Nidwalden, Uri, Zug, Glarus und Schwyz;
10. Kreis: Kanton Zürich;
11. Kreis: Kantone Schaffhausen, Thurgau, St. Gallen, Appenzell A.Rh. und Appenzell I.Rh.;
12. Kreis: Kanton Graubünden (ohne Misox, Bergell und Puschlav);
13. Kreis: Kanton Tessin und die folgenden Kreise des Kantons Graubünden: Misox, Bergell und Puschlav.

Die Mitglieder der ESchK sind nebenamtlich tätig und erhalten für ihre Tätigkeit ein Taggeld. Die Taggelder werden mittels Beschluss der ESchK festgelegt und grundsätzlich dem Enteigner zur Bezahlung auferlegt (Sportelsystem).

## Wahlen der Mitglieder und Aufsicht
Das Bundesgericht wählt die Mitglieder der Schätzungskommissionen auf die gleiche sechsjährige Amtsdauer wie die Mitglieder des Bundesverwaltungsgerichts. Sie scheiden am Ende des Jahres aus ihrem Amt aus, in dem sie das 68. Altersjahr vollenden. Das Generalsekretariat des Bundesverwaltungsgerichts übt seit dem 1. Januar 2021 die administrative Aufsicht über die Eidgenössischen Schätzungskommissionen aus.